# Parafia św. Józefa w Świeciu
Parafia św. Józefa w Świeciu – parafia rzymskokatolicka w Świeciu, należąca do dekanatu Świecie nad Wisłą diecezji pelplińskiej. 

## Zasięg parafii
Ulice: Aleje Jana Pawła II (od nr 2–14), Ciepła, Dierżanowskiego, Kiepury, Ks. St. Krausego, Łukasiewicza, Małcużyńskiego, Moniuszki, Ogińskiego, Paderewskiego, Piłsudskiego, Rzemielnicza, Skłodowskiej, Stroma, Sygietyńskiego, Szymanowskiego, Wieniawskiego, Willowa, Witosa, Wojska Polskiego (od nr 45–81), Wybickiego, Ks. St. Kard. Wyszyńskiego oraz Żwirki i Wigury.